# 西野妙子
西野 妙子（にしの たえこ、1975年12月30日 - ）は、日本の元アイドル歌手、元女優、元タレント。本名、西川 妙子（にしかわ たえこ）。愛称は、タエ。
セブンス・アヴェニュー（seventh avenue）に所属していたが、2007年（平成19年）10月25日の時点で同社のタレント一覧に記載はなく消息不明。

## 来歴・人物
- 東京都足立区出身。小学生の頃浅草花やしきに遊びに来ていたときにスカウトされ、藤井一子、咲浜小百合などが所属していた芸能事務所ハッシープロモーションに所属。
- 1989年（平成元年）4月、田原俊彦主演のフジテレビ系ドラマ『教師びんびん物語II』で観月ありさらと生徒役で出演。同年8月、フジテレビ系ドラマ『ゴメンドーかけます』主題歌「WANT YOU!」で、「たえこ&ゴメンドーKIDS」名義でプレデビュー。
- 1990年（平成2年）6月、アイドル歌手として「A級キッス」でデビューするも、ヒット曲や代表曲と見なせる曲には恵まれず、次第に尻すぼみ状態となってしまった。この間に堀越高等学校を中退している。また、同級生で同期デビューの早坂好恵とは大親友だった。新曲のリリースが途絶えた1994年頃にはサンズ所属となっており（この間に所属事務所を3回ほど移籍している）、女優・タレントとして活動が中心となる。
- 1996年（平成8年）、テレビ東京系バラエティ番組『ASAYAN』内の小室哲哉主宰のオーディション「コムロギャルソン」に応募、合格して小室プロデュースによるユニット、dosのメンバー「taeco」として活動。ヒット曲にも恵まれる。dosの主な活動期間は約1年で、翌年の1997年（平成9年）はtaeco名義（小室哲哉プロデュース）で再びソロシングルを発売したり、dosのメンバーasamiとともに映画出演をするなど、活動はあったが、dos全体の目立った活動はなくなり、正式な解散等のアナウンスはなく自然消滅した。その後名義が再び西野妙子に戻り、女優業中心の活動となる（この当時の所属事務所は鈴木あみも所属していたエージーコミュニケーション）。
- 2001年（平成13年）、所属事務所をセブンス・アヴェニューに移籍し、活動が活発化。しかし、2007年（平成19年）には同社サイトのタレント一覧に西野の記載はなくなっており、本人のコメントもないため一時的な休業なのか芸能界引退なのか等のその後の消息は不明。

## 出演作品

### 映画
- パンツの穴 -キラキラ星みつけた!-（バンダイ、1990年12月8日）
- ザ・格闘王（東映ビデオ、1994年3月11日）
- ヤンキー烈風隊（イメージファクトリー、1995年9月23日） - 恋沼真梨役
- 7月7日、晴れ（東宝配給、1996年、teaco名義）
- B（大映、1997年teaco名義、dosのasamiと共に出演）
- 怪談（松竹、2007年、監督：中田秀夫）- おせな 役

### テレビドラマ
- 教師びんびん物語II（1989年4月 - 6月、フジテレビ） - 生徒役
- 湘南女子寮物語（1993年7月 - 9月、テレビ朝日） - 北原直子役
- アリよさらば（1994年4月 - 7月、TBS） - 生徒・矢島玲子役
- 静かなるドン - 4話（1994年11月、日本テレビ）
- エリアコードドラマ052 あぶない天使（1994年11月 - 1995年1月、名古屋テレビ）
- 揺れる想い（1995年1月 - 3月、TBS） - 板東真理 役
- 女子刑務所東三号棟（1995年3月30日、TBS）
- 湘南リバプール学院 - 第3話 （1995年4月、フジテレビ）
- ハートにS 第15回「チラシ」（1995年7月、フジテレビ）
- 月曜ドラマスペシャル 保険調査員 しがらみ太郎の事件簿 第1作（1996年2月5日、TBS）- 倉田香織 役
- アンティーク 〜西洋骨董洋菓子店〜（2001年10月 - 12月、フジテレビ）- 内野茜 役
- 恋愛偏差値　第3章「彼女の嫌いな彼女」（2002年8月 - 9月、フジテレビ） - 早坂裕美子役
- 夢みる葡萄〜本を読む女〜 第4・5話（2003年10月、NHK） - 野中道代役
- それは、突然、嵐のように…（2004年1月、TBS） - 第3話ゲスト
- 月曜ミステリー劇場 ひまわりさん〜遺失物係を命ず!（2004年3月、TBS）
- 金曜エンタテインメント 離婚カウンセラー・轟木祥子（2004年6月、フジテレビ）
- 夜王（2006年1月、TBS） - 第6話ゲスト、ゆり 役
- 14才の母 （2006年10月 - 12月、日本テレビ） - 桃田ヒロミ役
- 地獄少女（2006年12月、日本テレビ） - 第7話ゲスト、香山美春役

### その他テレビ番組
- ミックスパイください（1994年頃 - 1995年3月、CBC）
- NEWSモーニングJAM（1995年10月 - 1996年9月、テレビ東京）

### ラジオ
- 岸谷五朗の東京RADIO CLUB（1992年4月 - 9月、TBSラジオ） - 水曜日アシスタント
- ヒロミのざけんじゃナイト（1994年10月 - 1995年3月、TBSラジオ） - アシスタント
- 超学生ハビタ〜となりのハチャメちゃん（1990年10月 - 1991年3月、文化放送） - 高橋由美子、寺尾友美とともに出演
- MOONLIGHT 抱きしめて!!（1991年4月 - 9月、文化放送） - 月曜日担当
- 妙子のヤッパシA級!（1990年 - 1993年、茨城放送ほか）
- Radio THIS（1990年7月頃 - 1991年3月、MBSラジオ） - 田中陽子とともに番組担当

### CM
- 花王 ビオレ
- サンヨー食品 サッポロ一番みそラーメン
- 日本みかん農協

## ディスコグラフィ
- 特記事項以外は、WEA JAPANから発売
- dosでの作品はdos (音楽ユニット)#ディスコグラフィーを参照

### シングル
| #                           | 発売日                      | 曲順                        | タイトル                    | 作詞                        | 作曲                        | 編曲                        | 規格品番                    |
| たえこ＆ゴメンドーKIDS 名義 | たえこ＆ゴメンドーKIDS 名義 | たえこ＆ゴメンドーKIDS 名義 | たえこ＆ゴメンドーKIDS 名義 | たえこ＆ゴメンドーKIDS 名義 | たえこ＆ゴメンドーKIDS 名義 | たえこ＆ゴメンドーKIDS 名義 | たえこ＆ゴメンドーKIDS 名義 |
| --------------------------- | --------------------------- | --------------------------- | --------------------------- | --------------------------- | --------------------------- | --------------------------- | --------------------------- |
| -                           | 1989年 8月10日              | 01                          | WANT YOU!                   | 吉元由美                    | 長沢ヒロ                    | 林有三                      | 09L3-4099                   |
| 西野妙子 名義               |                             |                             |                             |                             |                             |                             |                             |
| 1                           | 1990年 6月25日              | 01                          | A級キッス                   | 川村真澄                    | 尾関昌也                    | 新川博                      | WPDL-4161                   |
| 1                           | 1990年 6月25日              | 02                          | マーガレット                | 川村真澄                    | 馬飼野康二                  | 林有三                      | WPDL-4161                   |
| 2                           | 1990年 10月25日             | 01                          | ギブ・ミー・パラダイス      | 吉元由美                    | 尾関昌也                    | 新川博                      | WPDL-4188                   |
| 2                           | 1990年 10月25日             | 02                          | 天使に帰りたい              | 吉元由美                    | 羽場仁志                    | 新川博                      | WPDL-4188                   |
| 3                           | 1991年 1月25日              | 01                          | 悲しい林檎（1991）          | 川村真澄                    | 馬飼野康二                  | 新川博                      | WPDL-4202                   |
| 3                           | 1991年 1月25日              | 02                          | FOREVER HEAVEN              | 吉元由美                    | 羽場仁志                    | 新川博                      | WPDL-4202                   |
| 4                           | 1991年 4月25日              | 01                          | 純情可憐でごめんなさい      | 松井五郎                    | 羽場仁志                    | 白井良明                    | WPDL-4222                   |
| 4                           | 1991年 4月25日              | 02                          | 夏恋花火                    | 松井五郎                    | 辻畑鉄也                    | 椎名和夫                    | WPDL-4222                   |
| 5                           | 1991年 7月25日              | 01                          | 純愛狂時代                  | 吉元由美                    | 羽場仁志                    | 白井良明                    | WPDL-4239                   |
| 5                           | 1991年 7月25日              | 02                          | 青春っきゃないじゃない!!    | 松井五郎                    | J.Carbone                   | 有賀啓雄                    | WPDL-4239                   |
| 6                           | 1991年 11月28日             | 01                          | 246 HEART BREAKERS          | 田久保真見                  | 後藤次利                    | 後藤次利                    | WPDL-4269                   |
| 6                           | 1991年 11月28日             | 02                          | 映画的恋愛                  | 真名杏樹                    | 後藤次利                    | 後藤次利                    | WPDL-4269                   |
| 7                           | 1992年 7月25日              | 01                          | 悲しい女になっちゃうよ      | 並河祥太                    | 平間あきひこ                | 平間あきひこ                | WPDL-4305                   |
| 7                           | 1992年 7月25日              | 02                          | Promise〜放課後の花嫁       | 田久保真見                  | 大塚修司                    | 白井良明                    | WPDL-4305                   |
| 8                           | 1992年 11月28日             | 01                          | 真冬だっていいじゃない      | 並河祥太                    | 浜方保                      | 小野寺明敏                  | WPDL-4317                   |
| 8                           | 1992年 11月28日             | 02                          | 緑のハーモニー              | 真間稜                      | 小野寺明敏                  | 小野寺明敏                  | WPDL-4317                   |
| 9                           | 1993年 11月28日             | 01                          | 傷だらけのキス              | 前澤寿美江                  | 小野寺明敏                  | 小野寺明敏                  | WPDL-4360                   |
| 9                           | 1993年 11月28日             | 02                          | ようこそ太陽国              | 真間稜                      | 小野寺明敏                  | 小野寺明敏                  | WPDL-4360                   |
| 10                          | 1994年 3月25日              | 01                          | KISS ME                     | もとはしまさひで 真名杏樹   | 多々納好夫                  | 白井良明                    | WPDL-4388                   |
| 10                          | 1994年 3月25日              | 02                          | よこがお                    | 小坂明子                    | 小坂明子                    | 太田美智彦                  | WPDL-4388                   |
| 11                          | 1994年 11月30日             | 01                          | パトロン                    | 秋元康                      | 後藤次利                    | 後藤次利                    | WPD6-9012                   |
| 11                          | 1994年 11月30日             | 02                          | 女は強くなる                | 秋元康                      | 後藤次利                    | 後藤次利                    | WPD6-9012                   |
| taeco 名義                  |                             |                             |                             |                             |                             |                             |                             |
| cutting edge                |                             |                             |                             |                             |                             |                             |                             |
| 12                          | 1997年 4月16日              | 01                          | deep GRIND                  | MARC                        | 小室哲哉                    | 小室哲哉 久保こーじ         | CTDR-26012                  |

### ベスト・アルバム
- TASTE OF WEST（1992年11月28日／WPCL-713）

### 参加アルバム
- CLUB WILD.B／V.A.（1995年11月1日／BMGビクター）

1曲参加／「ビューティフル・ヨコハマ」（平山三紀のカヴァー）

### LD
- 12月30日
  - 発行・ワーナーパイオニア WPLL-8074
- First Concert 純情可憐でめんなさい
  - 発行・ワーナーパイオニア WPLL-8123
- Ah・もう!
  - 発行・WEA JAPAN WPLL-8139

### VHS
- アイドル伝説 IN HAWAII
  - 発行・笠倉出版社 AJV74-78
- A級キッス
  - 発行・ワーナーパイオニア WPVL-8502
- 悲しい林檎（1991）
  - 発行・ワーナーパイオニア WPVL-8506
- 246 HEART BREAKERS
  - 発行・ワーナーパイオニア WPVL-8514

### タイアップ曲
| 年     | 楽曲                   | タイアップ                                           |
| ------ | ---------------------- | ---------------------------------------------------- |
| 1989年 | WANT YOU!              | フジテレビ系テレビドラマ「ゴメンドーかけます」主題歌 |
| 1990年 | A級キッス              | 花王「ビオレ洗顔フォーム」CMソング                   |
| 1990年 | ギブ・ミー・パラダイス | 花王「ビオレ洗顔フォーム」CMソング                   |
| 1991年 | 悲しい林檎（1991）     | 花王「ビオレ洗顔フォーム」CMソング                   |
| 1992年 | 緑のハーモニー         | 日本みかん農協・CMソング                             |
| 1993年 | ようこそ太陽国         | 日本みかん農協・CMソング                             |
| 1994年 | KISS ME                | OVA「ヤンキー烈風隊5」主題歌                         |
| 1994年 | よこがお               | OVA「ヤンキー烈風隊5」挿入歌                         |
| 1994年 | パトロン               | 日本テレビ系「いつみても波瀾万丈」EDテーマ           |
| 1994年 | パトロン               | Vシネマ「ジゴロ」挿入歌                              |
| 1997年 | deep GRIND             | ロッテ「紗雪」CMソング                               |

## 写真集
- 「A級キッス」特集号 （1990年8月10日）
  - 発行・近代映画社、撮影・福元/瀬志本
- 純情可憐でごめんなさい （1991年4月10日）
  - 発行・ワニブックス、撮影・清水清太郎
- ALIZE （1992年5月10日）
  - 発行・ワニブックス、撮影・木村晴
- KISS ME （1994年4月20日）
  - 発行・ワニブックス、撮影・山岸伸
- CATCH （1994年10月1日）
  - 発行・COMPASS、撮影・山岸伸
- キムラカメラ No.3 （1995年6月29日）
  - 発行・竹書房、撮影・木村晴

## 雑誌
- BOMB! 1990年11月号（ワン・パブリッシング）表紙
- BOMB! 1992年1月号（ワン・パブリッシング）表紙
- デラべっぴん No.114（1995年5月号、英知出版）表紙

## CD-ROM
- JASPER IDOL SERIES No.1 西野妙子